# Ellobius
Genre
Ellobius est un genre de rongeurs.

## Liste desespèces
- Ellobius alaicus Vorontsov et al., 1969
- Ellobius fuscocapillus Blyth, 1843
- Ellobius lutescens Thomas, 1897
- Ellobius talpinus (Pallas, 1770)
- Ellobius tancrei Blasius, 1884